# Терри, Минни
Минни Терри (англ. Minnie Terry; 1 января 1882, Бордо, Франция — 1964, Великобритания) — представительница актёрской династии Терри, модель, позировавшая в детстве и юности крупным деятелям британского фотоискусства, актриса театра и варьете, Муза поэта и писателя-декадента Эрнеста Кристофера Доусона, а также писателя, художника-карикатуриста и книжного иллюстратора Макса Бирбома, супруга актёра Эдмунда Гвенна с 1901 года. Племянница известной британской актрисы, одной из лучших исполнительниц ролей в пьесах Уильяма Шекспира, супруги и натурщицы художника-академиста Джорджа Фредерика Уоттса Эллен Терри.
Минни Терри начала свою театральную карьеру в два года, а в возрасте шести лет уже получила известность, исполняя детские роли в крупных лондонских театрах. В это же время она приобрела популярность как фотомодель. Фотографии, как запечатлевшие девочку в сценах из спектаклей, так и созданные в студии, стали предметом коллекционирования. В 1890-е годы она была вынуждена прервать свою карьеру для получения систематического образования, которого оказалась лишена в детстве, но уже спустя несколько лет с успехом возобновила выступления на сцене.
Фотоматериалы и произведения изобразительного искусства, изображающие Минни Терри, вошли в коллекции Национального фонда объектов исторического интереса либо природной красоты в Кенте, Национальной портретной галереи и Музея Виктории и Альберта в Лондоне, а также иных крупных музеев Великобритании и других стран.

## Биография и театральная карьера
Старшая дочь представителя актёрской династии Чарльза Джона Артура Терри (1857—1933) и его супруги Маргарет Пратт (1862—1941) Минни родилась в городе Бордо на западе Франции в департаменте Жиронда 1 января 1882 года. Отец «помешался» на старшей дочери и использовал любую возможность, чтобы привлечь внимание к её интеллекту и таланту. В три года Минни уже танцевала, пела и играла на сцене (дебют девочки на сцене мельбурнский журнал Table Talk относил к двухлетнему возрасту). Чарльз Терри был настолько увлечён Минни, что игнорировал рождение сына, которому родители дали имя Хорас и который также впоследствии стал актёром. Появление сына породило раскол в семье. Впоследствии Минни Терри говорила, что её мать была ворчливой (сама Минни ушла из семьи при первой же возможности), но биограф семьи Терри, английская писательница и член Королевского литературного общества Маргарет Стин предполагала, что у Маргарет Пратт был повод для недовольства — муж всё внимание обращал на Минни и не проявлял достаточного интереса к сыну, не говоря уже о самой Маргарет. Жалобы супруги действовали мужу на нервы. Незадолго до рождения третьего ребёнка, Беатрис (которая позже получила известность как актриса в США), он потерял интерес к торговле вином, которой занимался. За небольшую сумму он мог купить себе партнёрство в крупном магазине, который впоследствии получил известность под названием «Старая Англия», но отказался от выгодного предложения, которое могло бы финансово обеспечить семью. Решив посвятить себя работе в театре, он стал готовить возвращение семьи на родину. Его не остановило даже то, что Маргарет и маленький Хорас были сильно больны, а Минни страдала от морской болезни и сильно нервничала.

### Начало театральной карьеры
Студия Elliott & Fry. Минни Терри с исполнителями роли капитана Люси в спектакле «Дочь Бутла»
В Великобритании Чарльз Терри нашёл жилище для семьи, но принял решение порвать с супругой, хотя и не признался ей в этом: он отправился в Дублин, чтобы стать управляющим делами в Королевском театре Майкла Ганна. Для Минни Чарльз Терри нашёл роль девочки в спектакле «Фру-Фру» в театре Стандард в Шордиче. Роль была небольшая. Несколько жестов и движений, которые уверенно и обаятельно продемонстрировала на просмотре четырёхлетняя девочка, покорили руководство театра. Минни была принята. В возрасте шести лет Минни была приглашена популярным актёром Морисом Бэрримором исполнить детскую роль в спектакле «Надежда», поставленном по его собственной пьесе (в ней героиня принимает решение пожертвовать честью ради спасения жизни супруга). Напуганная актрисой, игравшей главную роль, девочка убежала со сцены, поклявшись, что никогда больше не появится на ней. Тётя девочки Мэрион Терри, однако, уговорила Минни сыграть новую роль — Миньон в спектакле «Ребёнок Бутла» в театре «Глобус». Зарплата шестилетней Минни составила десять фунтов в неделю. Спектакль принёс ей успех. Широкую же известность она приобрела в том же 1888 году, когда стала выступать в театральной труппе актёра, режиссёра и импресарио Герберта Бербома Три.
Канадский писатель, поэт и литературовед, профессор университета Талсы и университета Райерсона Деннис Денисофф утверждал в своём исследовании «XIX век. Ребёнок и потребительская культура», что Минни Терри и Вера Беринджер (1879—1964) были самыми известными актёрами-детьми позднего периода викторианской эпохи. Среди спектаклей, в которых сыграла Минни, он выделял «Партнёры» (1888), «Ребёнок Бутла» (1888) и «Остролист» (инсценировка рождественской истории Чарльза Диккенса, поставленная в 1891 году в театре Лицеум; Сесил Хоуард в ежегодном театральном обозрении Dramatic Notes назвал Минни в роли Норы, влюблённой в своего сверстника Гарри, которого сыграла Вера Беринджер, восхитительной). Доцент Калифорнийского университета в Дейвисе (где она специализируется на британской литературе и культуре XIX века) и участник Диккенсовского проекта Кэтрин Робсон в книге «Мужчины в Стране чудес: потерянная девственность викторианского джентльмена» отмечала, что поэт-декадент Эрнест Доусон среди детей-актёров выделял «детей пантомимы» и «звёздный случай», относя к последнему Минни Терри (которую обычно он называл Миньон, по имени персонажа пьесы «Ребёнок Бутла»).
Современник так описывал Минни Терри на сцене театра Лицеум в спектакле «Золушка» в 1893 году (актрисе было одиннадцать лет): «Одно удовольствие без промедления сменяет другое… Мисс Минни Терри очаровательна в роли грациозной Кокетки, которая восседает над драгоценностями и духами, платками, перчатками, веерами и пудреницами Будуара феи…».
После семи лет, проведённых на сцене, Минни прервала театральную карьеру для получения образования, поступив в школу-интернат в Англии. Девочке было уже двенадцать лет, когда был впервые поставлен вопрос о её систематическом образовании. Позже из-за неприязненных отношений, сложившихся в интернате, она перевелась в пансион для девушек в Фонтенбло вблизи Парижа. Этот период своей жизни сама Минни позже вспоминала как «прекрасное время». Ученицам было разрешено посещать музеи, концерты и художественные галереи. Тем не менее она стремилась возобновить свою сценическую карьеру, поэтому трудилась без отдыха, не обращая внимания на праздники и перерывы. В результате она быстро освоила французский язык, хотя до этого признавалась, что прежде ей потребовалось три года, чтобы прочитать одну книгу на французском языке. Образование своей племянницы согласилась оплачивать исполнительница ролей в постановках Оскара Уайльда и Генри Джеймса Мэрион Терри, отличавшаяся щедростью к своим многочисленным родственникам и сумевшая скопить солидные средства в ходе успешной артистической карьеры. Маргерит Стин отмечала большой вклад в воспитание девочки и другой знаменитой представительницы театральной династии Терри, Эллен.

### Возвращение на сцену
В конце 1890-х годов Минни Терри вернулась на театральную сцену. По замечанию австралийского художественного критика в отношении этого события, «детский [театральный] опыт, на самом деле, значил очень мало. Ребёнок ходит, двигается и даже говорит по-другому в сравнении с женщиной». Через два года после возвращения Минни сыграла Лидию Лэнгиш в спектакле «Соперники» по ранней пьесе английского драматурга XVIII века Ричарда Бринсли Шеридана, в котором одну из ролей исполнил британский актёр Эдмунд Гвенн. Они поженились в 1901 году. Минни Терри размышляла о прекращении театральной карьеры, как это сделали некоторые её родственницы по линии отца, вступив в брак. Она лишь сопровождала супруга в ходе закончившейся фиаско поездки в Австралию, где он участвовал в грандиозном по меркам своего времени представлении пьесы «Бен Гур», созданной на основе одноимённого исторического романа Лью Уоллеса. Неудача супруга побудила Минни возобновить сценическую карьеру для восстановления пошатнувшегося финансового состояния семьи, приняв предложение от австралийского импресарио Джеймса Кассиуса Уильямсона.
Когда супруги вернулись на родину в 1904 году, Минни появлялась, как правило, в непритязательных комедиях на темы из современной жизни, которые перемежались редкими историческими драмами. Вместе с супругом Минни Терри в 1905 году сыграла в получившем широкую известность фарсе Эдварда Эбботта Парри и Фредерика Чарльза Артура Муйо под названием «Что видел дворецкий». Когда в 1911 году английская театральная актриса Ирен Ванбру дебютировала в варьете, она выбрала Минни Терри и Эдмунда Гвенна в качестве партнёров по небольшому представлению, сценарий которого был создан шотландским писателем и романистом, творцом Питера Пэна Джеймсом Мэтью Барри. Маргарет Стин писала об актрисе: «Минни теперь, будучи замужем за многообещающим молодым актёром Эдмундом Гвенном, беспорядочно сверкала на театральном небосводе, но была слишком темпераментной, чтобы обеспечить себе положение, которого могла бы достигнуть. Она постоянно находилась на гастролях, часто в Соединённых Штатах». В 1914 году Минни Терри отыграла сезон в Нью-Йорке на Бродвее в роли принцессы в постановке волшебной сказки «Райский сад» датского писателя Ганса Христиана Андерсена.

### Отход от актёрской деятельности
Седьмое издание авторитетного британского справочника «Кто есть кто в театре», вышедшее в 1933 году, не упоминает спектаклей после октября 1925 года, в которых бы играла Минни Терри, однако, газета The Times писала о радиопередаче, подготовленной BBC к 80-летию Эллен Терри в 1928 году, что Минни присоединилась к двум членам своей артистической семьи Мейбл Терри-Льюис и Джону Гилгуду, а также к другим ведущим исполнителям в инсценировке сцен из пьес Уильяма Шекспира, в которых играла в своё время её тётя Эллен. Известно также, что Минни Терри скончалась в 1964 году.

## Средства массовой информации об актрисе и изучение её биографии
Крупные средства массовой информации, специализировавшиеся на освещении театральной жизни или имевшие театральную колонку, такие, как The Era и Dramatic Notes (Великобритания), The Times (США), Table Talk (Австралия), в детстве и юности Минни Терри пристально следили за её сценической карьерой. Интерес к ней угас после прекращения выступлений на сцене — с 1925 года. На некоторое время Минни Терри была забыта (не сохранилось даже информации о точной дате и месте её смерти или упокоения). В послевоенное время внимание к её биографии привлекла вышедшая в 1962 году книга Маргарет Стин «Гордость Терри» (англ. «A Pride of Terrys», книга впоследствии несколько раз переиздавалась), героиней которой стала и Минни. Она также стала одним из центральных персонажей в главе «Двое влюблённых в детей: Льюис Кэрролл и Эрнест Доусон» в вышедшей в 2008 году монографии Энн Варти «Дети и театр в викторианской Британии». Театральная карьера девушки и история влюблённости в неё деятелей культуры викторианской Великобритании вошли в работы по истории театра, психологии и повседневной жизни Великобритании в конце XIX — начале XX века, а также посвящённые так называемому «культу ребёнка» в поздней викторианской Англии.
Многочисленные фотоматериалы и произведения искусства, связанные с театральной карьерой Минни Терри, хранятся в коллекциях Национального фонда объектов исторического интереса либо природной красоты в Кенте, Национальной портретной галереи в Лондоне, в Музее Виктории и Альберта и других собраниях. Значительное количество документов об актрисе в настоящее время собраны в архиве Эллен Терри и Эдит Крэйг. Среди них: программки спектаклей, письма, фотографии сцен из них, газетные заметки….

## Особенности сценического образа
Профессор викторианской литературы и культуры университета Роял Холлоуэй Энн Варти, специализирующаяся на истории британского театра, писала в своей монографии «Дети и театр в викторианской Великобритании», что, если в XVIII веке актёр демонстрировал чувства «посредством кодифицированного жеста», то в XIX веке он уже стремился к индивидуально выраженным проявлениям эмоций. Вместе с тем, в определённых жанрах, таких как мелодрама, кодифицированный жест ещё сохранял свои позиции. В течение 1880-х годов борьба между двумя школами актёрского мастерства, «механической» и «эмоциональной», как их называл ещё Дени Дидро, сосредоточилась на конкуренции между «масками» и «лицами». На основе анализа мнений зрителей об игре Минни Терри Энн Варти сделала вывод, что ребёнок-актёр «снял дихотомию» между «множественным и единичным», «маской» и «лицом», «обладая обоими в равной мере». По её мнению, ребёнок «является одновременно и собой, и другим, подлинным и притворным». Исследователь цитировала мнение Эрнеста Доусона об игре Минни Терри:

Её непосредственность… всегда поражает меня. В это трудно поверить, но иногда она говорит что-то, что выучила наизусть. Её участие в диалоге… было таким детским, при этом так уместно, что я часто забывал о благодарности, которую заслужил мистер Гранди [драматург, сочинивший пьесу, о которой идёт речь] за свою роль в моём восхищении умом маленькой леди.— Энн Варти. Дети и театр в викторианской Великобритании
Энна Варти отмечала, что Минни, как и других её сверстников, учили «и словам, и жестам», их стиль игры может описываться «только как принадлежащий к „механической“ школе». Тем не менее Терри, как и некоторые другие талантливые дети, смогла заставить зрителей воспринимать выученные жесты как «исполненные сильного чувства». Исследователь приводила другую цитату из Доусона: «Естественно… просто… очаровательно… она наступает на доски… с полным отсутствием самосознания или аффектации (англ. an absence of self-consciousness or affectation), и с такой же совершенной спонтанностью, как если бы она находилась в её собственной домашней детской комнате». Газета The Era от 12 мая 1888 года писала: «эта очаровательно бесхитростная девочка была явно свободна от преждевременной манерности и грации, которые обычно омрачают удовольствие, получаемое зрителями от игры несовершеннолетних актёров».
Энн Варти делала вывод, что викторианские поклонники Минни Терри испытывали двойную ностальгию. Во-первых, они видели на сцене «мифологическую эпоху», воплощённую в «единстве ребёнка во множественности». Во-вторых, с точки зрения истории театра, они наблюдали, как ребёнок играет в устаревшем стиле. Два вида тоски по прошлому — метафизический и временной — очаровывали взрослую аудиторию викторианского ребёнка-актёра, навевали воспоминания о собственном детстве. На основе наблюдений Доусона за игрой Минни Терри Энн Варти отмечала, что спонтанность ребёнка порождала «особую близость» между ним и аудиторией. Зрителю было позволено незаметно участвовать в «„воображении“ детского мира» (англ. ‘make-believe’ of the child’s world) и он может быть оценён как вуайерист. Демонстрация ребёнком «абсолютной искренности на сцене» вызывала эротические фантазии зрителя. «Сексуальная фетишизация ребёнка-актёра» (англ. The sexual fetishisation of the child actor) была, с точки зрения Варти, «одним из компонентов его очарования». Преподаватель Даремского университета Костас Буйопулос писал, что для викторианского джентльмена в отношении к девочке на сцене соединялись сентиментальное обожание, значение талисмана и сдержанная эротика. Он приводил фрагмент из Эрнеста Доусона, который писал в статье «Культ ребёнка» (1889): «Игра ребёнка-актрисы „художественная“, так как „в детстве“ мы все спонтанно театральны». Доусон подчёркивал ценность получения от красоты детства в искусстве, как в жизни, изысканного удовольствия.
Маргарет Стин отмечала, что «маленькая темноволосая девочка» в возрасте девяти лет была «умна, как белка». Это позволило ей успешно справиться с ролью принцессы Елизаветы в спектакле «Карл I» на сцене театра Лицеум. Преподаватель кафедры английского языка в Вестминстерском университете Энн Вероника Уитчард писала, что зрители восторгались «причудливостью речи» Минни Терри и её «живописными взглядами», бесхитростностью, «отсутствию ранней зрелости» и невинностью. Лучшей ролью Минни Терри она называла «восхитительную Миньон» из постановки по роману «Ребёнок Бутла» (1885) Генриетты Элизы Воан Стэннард, писавшей под псевдонимом Джон Стрейндж Уинтер. По сюжету романа и пьесы капитан Бутл обнаруживает девочку, оставленную на койке его казармы. Он усыновляет ребёнка, и она, подрастая, становится дочерью полка. В спектакле ей уже семь лет и она продолжает находиться на попечении своих старших друзей.
По отношению к взрослым ролям на театральной сцене Минни и её младшей сестры Маргарет Стин утверждала: «Минни и Беатрис театр рассматривали главным образом как средство зарабатывания на жизнь». В беседе с австралийским журналистом Минни признала, что предпочитает комедийные роли, хотя с удовлетворением относилась к исполнению шекспировских образов, которые выпали на её долю. Сам журналист считал, что её внешность скорее предполагает «эмоциональные и эстетические роли» (англ. emotional and aesthetic roles): Минни была высокая и худая, с несколько печальным лицом, с «мягкими», карими глазами. Журналист отмечал, что миссис Гвенн занимательно рассказывает о своих индивидуальных особенностях и особенностях других людей, она — радушная хозяйка и очень интересный собеседник. В беседе Минни заявила, что хорошему артисту необходимо достойное образование, только оно позволит убедительно исполнить роль джентльмена. Актёр же, «дикция и манеры которого заслуживают упрёка, имеет мало шансов на успех».

## Личная жизнь
В раннем детстве Минни Терри стала объектом восторженного почитания и Музой английского писателя, художника-карикатуриста и книжного иллюстратора Макса Бирбома и поэта-декадента Эрнеста Доусона. Двадцатидвухлетний Доусон впервые увидел шестилетнюю Минни Терри в 1888 году в пьесе «Ребёнок Бутла». Восхищением юной актрисой он сразу поделился со своим другом Артуром Муром (Льюис Кэрролл, который также видел девочку в этом спектакле, напротив, оставил об актрисе в «Дневниках» весьма нелестное замечание: «Она произносит свои реплики не очень чётко, не глядя на человека, к которому обращается»). Доусон посещал театр для того, чтобы увидеть её в каждом новом шоу (в одном из своих писем — от 21 октября 1889 года он пишет, что передал «[несколько] пенни и шоколад»), часто признаваясь, что Минни была единственным объектом его внимания на сцене. Доусон писал, что был обманут, когда в одном из спектаклей Терри заменила другая девочка.
Эрнест Доусон хранил программки всех спектаклей, в которых принимала участие Минни, собрал коллекцию фотографий любимой актрисы, с нетерпением ожидал появления новых и мчался сразу после выхода из печати их покупать, обменивался ими с друзьями. Он мечтал встретить девочку на улице, но ограничивался только наблюдением за ней с большого расстояния («слонялся вокруг её дома», по выражению Кэтрин Робсон). Энн Варти и Энн Вероника Уитчард считали, что внешнее сходство с Минни Терри позже определило его любовь к несколько более взрослой Аделаиде Фолтинович (1878—1903), дочери польского ресторатора. «Её тёмные волосы и большие глаза напоминали [Доусону] обожаемую им мисс Терри». Он также писал об их необычном сходстве друзьям и обещал, едва получит фотографии Аделаиды, доказать его на основе сравнения снимков обеих девочек.
Эрнест Доусон, как и Льюис Кэрролл, принял участие в общественной кампании в поддержку занятости детей на театральной сцене. Как и Кэрролл, он утверждал, что испытывает духовный подъём в компании девочек, по его словам, «девочки помогали смягчать боль». Доусон, однако, по утверждению Энн Варти, в отличие от Кэрролла был откровенен, видя в своём отношении к девочкам «сексуальное желание» (англ. sexual desire). Доусон утверждал, что без преклонения перед Минни Терри: «В Галааде нет бальзама». По мнению Варти, поэт нашёл способ сублимировать «слишком реальное сексуальное желание», сделав девочку «своей музой, своей Беатой Беатрикс».
Минни Терри дважды вступала в брак. С первым своим мужем, британским актёром Эдмундом Гвенном, она познакомилась на театральной сцене. Брак был заключён в 1901 году. Каждое лето супруги «проводили в странном маленьком бунгало на Темзе». В нём было всего две комнаты, но их было достаточно, так как даже приём пищи происходил на траве приусадебного участка возле дома. Увлечениями Минни Терри в это время были фотографирование и рукоделие. Она считала свой брак с Гвенном вполне счастливым и настаивала в интервью, что для актёра выйти замуж за человека другой профессии — это ошибка. Минни с сожалением говорила, что для широкой публики артисты — особая «раса, которая всё ещё живёт ненормально», включает в себя «жуликов и бродяг».
Во время Первой мировой войны брак Минни Терри и Эдмунда Гвенна был расторгнут (доктор Роджер Гордон, профессор университета Темпл в Филадельфии утверждал, что этот брак был расторгнут всего через несколько месяцев после его заключения). Вскоре Минни снова вышла замуж, но осталась в дружеских отношениях с бывшим мужем. Информацию о втором супруге и даже его имя источники не сообщают. В 1956 году Минни Терри овдовела. Эдмунд Гвенн, уже будучи стариком, приехал из своего дома в Калифорнии в Великобританию для встречи с овдовевшей бывшей супругой.

## Минни Терри — натурщица художников и фотографов
Среди фотографов, запечатлевших облик Минни Терри, были широко известные мастера. Среди них: создатель снимков государственных деятелей, художников и представителей аристократии викторианской эпохи в технике вудберитипии Герберт Роуз Барро, член Фотографического общества (которое впоследствии получило название Королевского фотографического общества), один из основателей Ассоциации профессиональных фотографов, его секретарь, президент и генеральный секретарь, специализировавшийся на театральной фотографии и активно защищавший авторские права фотографов (один из основателей Союза авторских прав) Альфред Эллис (Музей Виктории и Альберта, Лондон, данная фотография поступила по завещанию из собрания Гая Тристрама Литтла в 1953 году, 14,6 × 10,6 см, инв. № S.133:688-2007) и сотрудники фотостудии Elliott & Fry, основанной в 1863 году Джозефом Джоном Эллиоттом и Кларенсом Эдмундом Фраем (например, «Минни Терри в роли Дези Десмонд», Национальная портретная галерея, Лондон, 14,6 × 10,5 см, дар Теренса Пеппера в 2013 году, инв. № NPG 138138).
На своих фотографиях Минни запечатлел также член Королевского фотографического общества, один из основателей Ассоциации профессиональных фотографов Хайман Селег Мендельсон (Базы данных Эллен Терри и Эдит Крэйг, Архив SMA Photos, ID NT / SMA / PH / 3327)
Портретная погрудная миниатюра актрисы из коллекции Национального фонда объектов исторического интереса либо природной красоты выполнена в технике акварели по слоновой кости. Минни Терри изображена в возрасте пяти лет (1887—1899, дом-музей Смолхайт-Плейс, Кент, инв. № NT 1118219, форма миниатюры — овал, размер — 76 × 55 см). Голова и плечи ребёнка повёрнуты вправо. На девочке белое платье. У неё карие глаза, здоровый розовый цвет лица и светлые волосы. Фон портрета — небесно-голубой. На обороте миниатюры находится надпись, сообщающая имя изображённой девочки и имя её двоюродной сестры Мейбл Терри-Льюис, которая написала эту миниатюру.
Другая миниатюра, круглая и поясная, изображающая Минни Терри в возрасте приблизительно восемнадцати лет, также находится в собрании Национального фонда (около 1900, дом-музей Смолхайт-Плейс, Кент, инв. NT 1118223, диаметр — 7,2 см, техника исполнения — акварель по бумаге). Голова девушки повёрнута налево, она одета в белое платье с голубым поясом. У неё карие глаза, густые рыжие волосы. Фон портрета небесно-голубой. Портрет актрисы закреплён в металлическом футляре с кожаной обивкой, зелёным тиснением, следами сусального золота. К нему прилагается пять расписанных по слюде накладок (на каждой из них оставлено место, которое не было покрыто росписью, для лица девушки). Роспись изображает одежду на разные сезоны, предназначающиеся для облачения Минни путём накладывания их на портрет. Эта миниатюра также выполнена Мейбл Терри-Льюис.